# Bikutsi

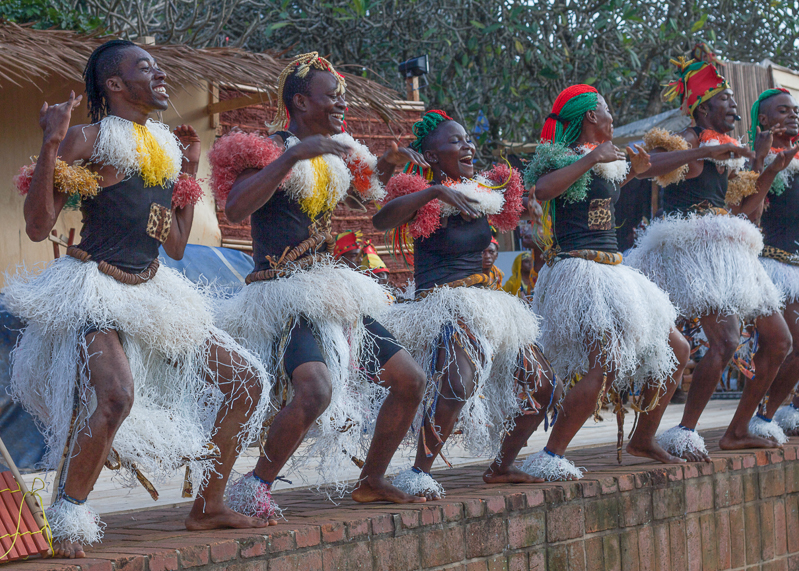
Danseurs de bikutsi

Le bikutsi (parfois appelé tipi) est une musique et une danse traditionnelle du Cameroun. Cette danse et cette musique sont originaires des provinces du Centre. C'est une danse traditionnelle relative à l'ethnie Beti.

## Description et origine
Le mot bikutsi signifierait en ewondo battement de la terre(bi signifie dans ce contexte "le fait de", kut signifie "taper" ou "frapper" et si signifie "le sol" ou "la terre"). "Bikutsi" signifie donc littéralement "le fait de taper la terre", sans doute en référence aux pieds des danseurs qui battent le rythme avec leurs pieds frappant le sol.
Le bikutsi est une danse basée sur un rythme à 6/8. À l'origine, elle est pratiquée lors de cérémonies sacrées ou lors de rituels de guérison.

Dans le contexte traditionnel (sans orchestre moderne), la musique est assurée par des femmes assises en cercle autour de la piste de danse. Elles chantent des mélodies transmises de génération en génération par voie orale, tout en frappant de petits hochets ou des bambous coupés en deux dans le sens de la longueur. Certaines battent le rythme avec leurs mains.
Une version plus festive s'impose rapidement, autour des années 70, avec une orchestration assurée par des groupes de balafons et de tambours.
L'origine féminine du bikutsi est attestée par des chercheurs comme Philippe Laburthe-Tolra .
Dans une société patriarcale ou seuls les hommes avaient droit à la parole, il était interdit aux femmes d'élever le ton en public au milieu des hommes. La femme avait un statut de mineure sociale : « la poule ne chante pas devant les coqs ». Autre proverbe Beti : « Miningaq a à kokobo à zaam bod » (une femme ne parle pas au milieu des hommes). Alors, pour contourner ces différents interdits, elles organisaient des rassemblements festifs le soir au clair de Lune, après les travaux champêtres ou encore sur le chemin de retour du marché après avoir vendu leurs produits et fait des achats. Elles formaient un cercle dans lequel chacune d'entre elles entrait pour exprimer ses peines, ses frustrations, ses déceptions, ses mécontentements. Et ce, tout en chantant (paroles imagées et allégoriques), en frappant des mains, sous les acclamations des autres femmes du cercle reprenant en chœur le refrain, en claquant les mains et en trépignant.
Stanislas Awono résume cela ainsi : « conseils en termes voilés aux jeunes filles adolescentes qui viennent de contracter une union conjugale, des quolibets à l'adresse des amants ou des maris trompeurs, mélodies idylliques où la femme décrit l'homme et ses rêves. Des cris d'exaltation et de reconnaissance vis-à-vis du régime politique ; des chants funèbres qu'on rencontre surtout chez les pleureuses de métier ; les complaintes des spleens où elle manifeste ses irritations et ses dégoûts » ; ces rassemblements de femmes étaient en réalité des exutoires, le but du rassemblement étant de permettre aux personnes à la fois d'exprimer ce qui les préoccupe et d'écouter d'autres personnes qui sont dans la même situation. Le fait d'être en présence de personnes vivant la même chose aidait les participantes à s'exprimer sans honte. C'est ainsi qu'elles déchargeaient toute leur tristesse et se revigoraient grâce à la danse et au chant.
Le Bikutsi est donc l'expression d'une révolte ; il est né en réaction à une organisation socioculturelle fondamentalement patriarcale et phallocratique. Jean-Marc Ela l'exprime : « à travers le rythme du Bikutsi, les gestes du corps, les éclats de rire sonores et la violence des paroles, les femmes font irruption dans l'espace public, à partir de mots très simples qui mettent en lumière les problèmes cruciaux du pays. Des chants rebelles témoignent de la dimension politique de la créativité culturelle des femmes africaines. C'est bien la révolte et la rupture qui s'expriment en chansons ».

## Évolution

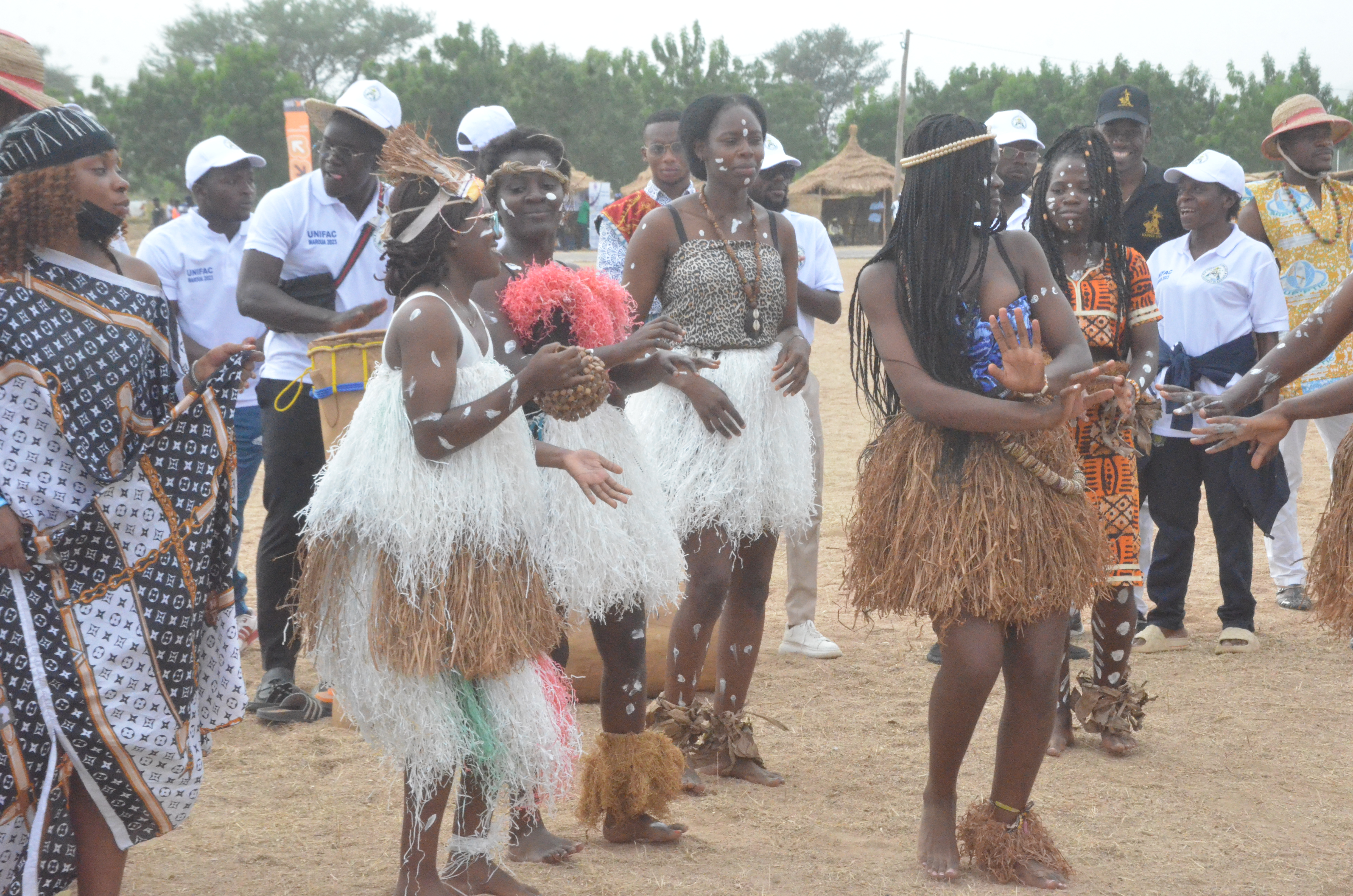
Danse folklorique uma

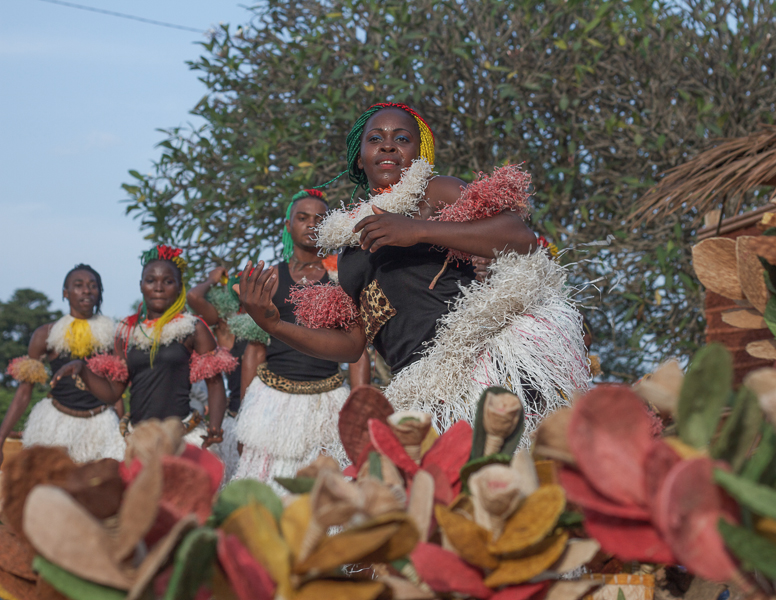
Fichier:Danse folklorique uma.jpg

La pratique existe encore, mais autrement. Le Bikutsi est exécuté par les femmes à l'occasion des grands rassemblements : les naissances, les deuils, les mariages, les rencontres associatives, etc.
Le bikutsi était à l'origine joué par un orchestre de balafon ou « mendzang » voir « mvett ». Basé sur un rythme cadencé et trépignant, il est également marqué par une forte présence de percussions.
Dans les années 1970, le Bikutsi se modernise avec l'introduction d'instruments modernes. Messi Martin est à juste titre considéré comme le père du bikutsi moderne : il introduit un monceau de tissu entre le chevalet et les crins de la guitare. Tout comme le Makossa, le Bikutsi a subi à ses débuts une large influence de la musique congolaise ; en général, le line-up des guitares était une copie des phrasés de guitare de la rumba congolaise. Pour Jean Maurice Noah : « On reconnaitra d'une manière générale le Bikutsi par une guitare au "son balafon" très dynamique et prépondérant. Le son de cette guitare supplante presque tous les autres sons. Aussi, le succès d'un morceau ici dépend-il du doigté du soliste ».
Jean Maurice Noah poursuit en relevant que : « un élément important de l'identité du Bikutsi est également la place des percussions ; les frappes des pieds contre terre et les claques qui rythmaient le biktsi d'hier sont reprises aujourd'hui par un ensemble d'instruments à percussion : caisse, cymbale, timbale, boite à rythmes, batterie électronique, etc. Certains introduisent même le tam-tam d'appel traditionnel "Nkul", les claquements manuels (Kop), à l'instar d'Aloa Javis ou d'Anne-Marie Nzié. C'est dire l'importance des percussions dans les rythmiques du Bikutsi ». C'est dans les années 1980 que vont émerger de grands noms du bikutsi. Le rythme fixe son ancrage sur le plan national et commence à s'ouvrir à l'international. C'est au cours de cette décennie que va apparaître sur la scène musicale camerounaise le groupe des Têtes brûlées,,. Journaliste à Cameroun tribune et plus tard fondateur du groupe Têtes brûlées, Jean Marie Ahanda a largement contribué à introduire le terme « Bikutsi » dans le langage public afin de mettre dans un seul vocable des rythmes différents de la culture beti. Le groupe a révolutionné le genre dans les années 1980 en y introduisant la guitare électrique à la place du balafon traditionnel.
Les chansons, aux paroles parfois sexuellement explicites, sont qualifiées en 1999 de « chansons de Sodome et Gomorrhe » par le philosophe camerounais Hubert Mono Ndjana.
En 1988, Josco L'inquiéteur intègre d’abord le groupe «les Guinarous» où il fait ses classes auprès de Zele le Bombardier puis en 1997, il fonde le groupe «les Maquisards». Le chanteur finit par se lancer dans une carrière solo, avec la sortie de l’album intitulé «Dze ya lot». Josco estime que l’artiste est un messager qui se doit d’éclairer et sensibiliser le public. D’où sa thématique engagée qui éveille des consciences inconscientes.
Le Mbolé, genre musical urbain camerounais devenu populaire à partir de 2015, est fortement inspiré du Bikutsi.
En 2020, Josco L'inquiéteur est le tout premier artiste à signer chez Motbinama international Records via un contrat de production du titre Les Histoires de Sangmelima. Une grosse opportunité qui va accroître sa renommée sur le plan international et permettre au Bikutsi original d’être consommé par plusieurs autres publics dans le monde.

## Artistes
Messi Martin a électrisé ce genre musical dans les années 1970, avec les tubes Ellig Effa et Evou. Les Têtes Brûlées ont pris le relais dans les années 1990, avec par exemple le titre Essingan. Le titre Naya Naya de Govinal sorti en 1988 devient un tube et remporte de nombreuses distinctions. Anne-Marie Nzié également a été aussi une des pionnières sur scène. Depuis, Josco L'inquiéteur et K-Tino restent au top et perpétuent le mouvement. Sally Nyolo en a proposé une version plus folk. De nombreux artistes l’ont adopté :  Lady Ponce, Mani Bella, Nkodo Sitony, Coco Argentée, etc..